# Joseph Herzfeld
Pour les articles homonymes, voir Herzfeld.
Joseph Herzfeld (né le 18 décembre 1853 à Neuss et mort le 27 juillet 1939 à Klobenstein) est un homme politique allemand (SPD, USPD, KPD).

## Biographie
Joseph Herzfeld est l'aîné des quatre fils d'un propriétaire d'usine juif de Westphalie. Le plus jeune frère de Herzfeld devient plus tard connu comme écrivain sous le pseudonyme de Franz Held (de), ses neveux sont les artistes Wieland Herzfelde et John Heartfield. Son père est ami avec Karl Marx, qui fréquente la maison familiale en tant qu'invité.
Herzfeld étudie au lycée de Düsseldorf de 1862 à 1871. Il travaille ensuite dans l'usine de son père de 1871 à 1872, puis est employé comme stagiaire dans une banque à Düsseldorf jusqu'en 1874.
Jeune homme, il se rend aux États-Unis en 1873 et y gagne sa vie pendant quelques années en tant que marchand à New York. Il commence une reconversion professionnelle en 1878 et étudie le droit à la Columbia College Law School de New York de 1878 à 1880. Il exerce ensuite comme avocat à New York de 1881 à 1885. Au cours de ses années américaines, Herzfeld effectue de nombreux voyages à travers les États-Unis, le Canada et Cuba, qui est alors une colonie espagnole.
Il retourne en Allemagne en 1885. Afin de s'établir comme avocat, il étudie le droit allemand pendant deux ans de 1885 à 1887 à l'Université Frédéric-Guillaume de Berlin et obtient son doctorat. il exerce sa profession à Berlin.
Membre du Parti social-démocrate d'Allemagne (SPD) depuis 1887, Joseph Herzfeld se présente aux élections du Reichstag de juin 1898 et est élu au Reichstag dans la 5e circonscription du grand-duché de Mecklembourg-Schwerin (Rostock-Doberan). Il y sera réélu jusqu'en janvier 1907. Après une absence de cinq ans au parlement, Herzfeld a pu retrouver son ancien mandat aux élections du Reichstag de janvier 1912. Cette fois, il est député du Reichstag jusqu'en novembre 1918. À cette époque, il fait partie de l'un des petits mais influents groupes d'avocats au sein du groupe parlementaire SPD, composé de sept membres. Appartiennent également à ce groupe Hugo Haase, Karl Liebknecht, Otto Landsberg, Ludwig Frank, Oskar Cohn (de) et Wolfgang Heine. Au Reichstag, Herzfeld intervient généralement à l'occasion de la discussion du budget de l'administration de la justice. De plus, il critique souvent le suffrage rétrograde dans le Mecklembourg, lequel à cette époque est encore gouverné selon des principes corporatifs. Sinon, il est plutôt discret au Reichstag : « Le travail parlementaire de Hezfeld ne reflète pas la diversité de son éducation, de ses expériences et de sa vie dans différents pays. ».
En août 1914, au début de la Première Guerre mondiale, Herzfeld fait campagne au sein du groupe parlementaire SPD pour refuser d'accorder les crédits de guerre. Cependant, il se conforme aux souhaits de la direction du SPD et vote avec les autres députés du SPD en faveur des crédits. Pendant la guerre, il s'oppose de plus en plus aux chefs de son parti. Contrairement à la majorité de ses membres et en particulier à la direction du SPD au Reichstag, il vote à partir de 1916 contre l'approbation de nouveaux prêts pour financer la guerre. En 1915, il participe à la Conférence de Zimmerwald, en Suisse, à laquelle assistent les représentants des minorités d'opposition au sein des partis socialistes. En 1916, il est membre du Groupe de travail social-démocrate. En 1917, Herzfeld participe à la fondation du Parti social-démocrate indépendant d'Allemagne (USPD), un parti issu de l'aile gauche du SPD, qui se sépare du parti sur la question du vote des crédits de guerre.
Après la révolution de novembre 1918, Joseph Herzfeld est conseiller municipal au Bureau de l'intérieur du Reich jusqu'en décembre.
Aux élections du Reichstag de juin 1920, il est élu en tant que candidat des socialistes indépendants pour la 7e circonscription (Mecklembourg) au Reichstag. Au cours de cette première législature du parlement de la République de Weimar, fondée en 1919, il rejoint la faction du Reichstag du Parti communiste d'Allemagne (KPD). Aux élections du Reichstag de mai 1924, Herzfeld se présente comme candidat du KPD dans la 37e circonscription (Mecklembourg). Il siège ensuite au Reichstag jusqu'à la fin de la seconde législature de la République de Weimar en décembre 1924. Parallèlement à son travail au Reichstag, Herzfeld rédige d'innombrables articles de journaux et de magazines dans la presse de gauche.
Herzfeld est, avec Emil Eichhorn et Clara Zetkin, le seul social-démocrate d'avant-guerre à être resté au KPD après la crise de la KAG. Il s'est opposé sans ambiguïté à la République de Weimar : « En tant que communiste, la tâche qui m'incombe n'est pas de défendre le régime républicain constitutionnel dont le ministre de la Justice nous a donné aujourd'hui la définition ».
Après la « prise du pouvoir » par les nationaux-socialistes en 1933, Joseph Herzfeld s'exile en Suisse parce que communiste notoire. Une autre raison probable est le fait qu'il était considéré comme juif par les nazis et donc ostracisé à double titre dans l'État nazi. Herzfeld lui-même ne considère le judaïsme que comme une communauté religieuse, à laquelle il a renoncé en tant qu'athée à l'âge adulte. En 1934, il se rend dans le Tyrol du Sud, où il meurt en 1939.

## Hommages
Les rues Joseph-Herzfeld-Strasse à Schwerin et à Rostock rappellent la vie et l'œuvre de cet homme politique.

## Publications
- Die Mecklenburgische Verfassung ; ein Beitrag zur Geschichte des Junkerthums, Stuttgart, 1901
- Landarbeiter in Mecklenburg, Berlin, 1905
- Die Klassenjustiz vor dem Deutschen Reichstag : Reden der unabhängigen Sozialdemokraten Abgg. Dr. Herzfeld und Dr. Cohn im Reichstage am 14. Mai 1918, Berlin, Jänicke [Dr.], 1918